# Jaap Eggermont

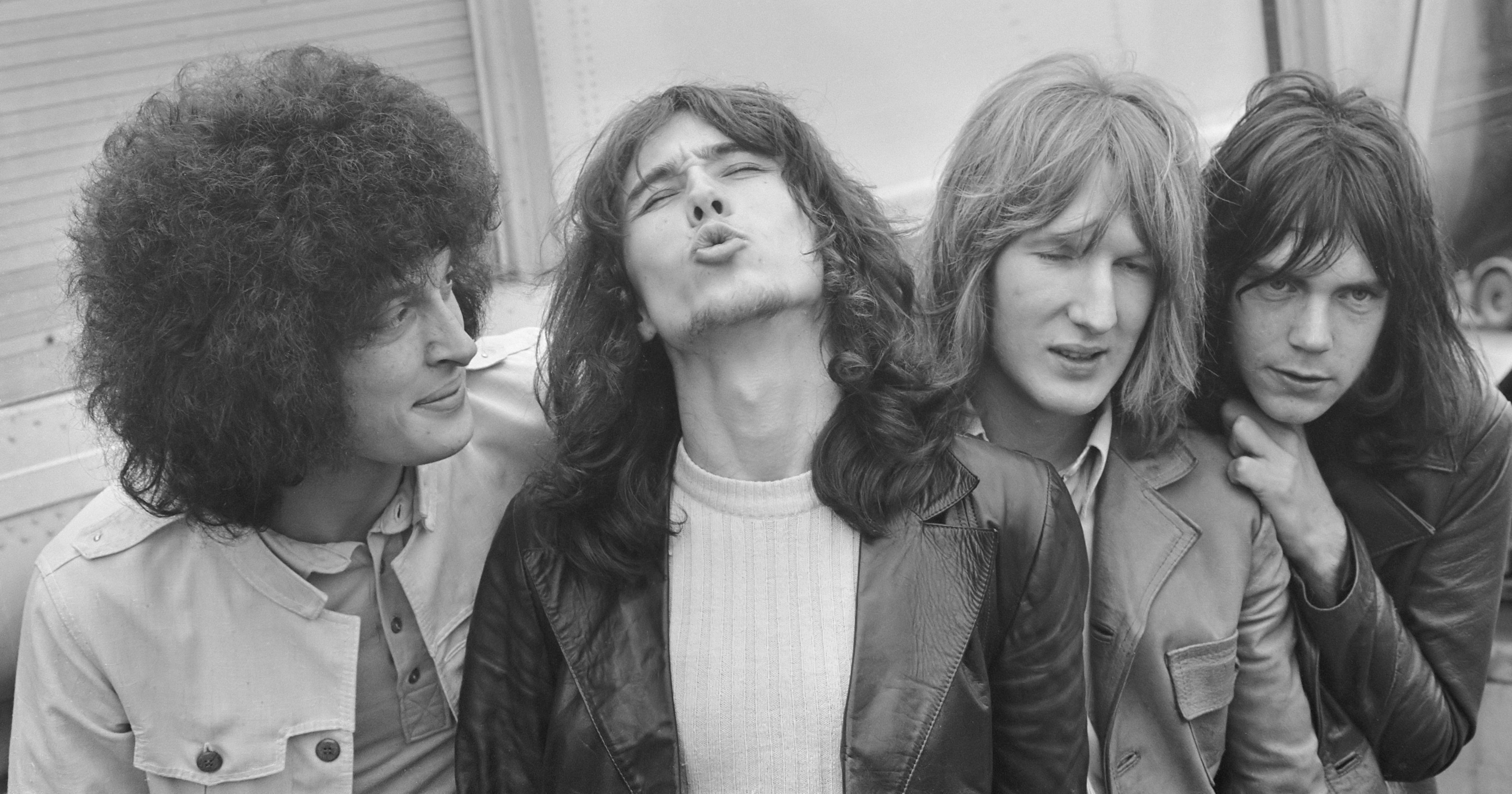
Členové skupiny Golden Earrings na snímku z roku 1969, zleva: Barry Hay, George Kooymans, Jaap Eggermont a Rinus Gerritsen

Jaap Eggermont, rodným jménem Jacobus Johannus Eggermont (* 31. října 1946, Haag, Nizozemsko) je nizozemský hudební producent a bubeník. V roce 1965 nahradil Freda van der Hilsta ve skupině Golden Earrings. Tu opustil v roce 1969, kdy jej nahradil Sieb Warner. Skupina si později z názvu odstranila písmeno „s“ a začala vystupovat pod názvem Golden Earring. Se skupinou nahrál alba Just Earrings (1965), Winter-Harvest (1967), Miracle Mirror (1968) a On the Double (1969). Později působil jako hudební producent a pracoval s několika desítkami různých hudebníků. Velkého úspěchu se mu dostalo v osmdesátých letech s projektem Stars on 45.